# St. Jakobus der Ältere (Mindelau)

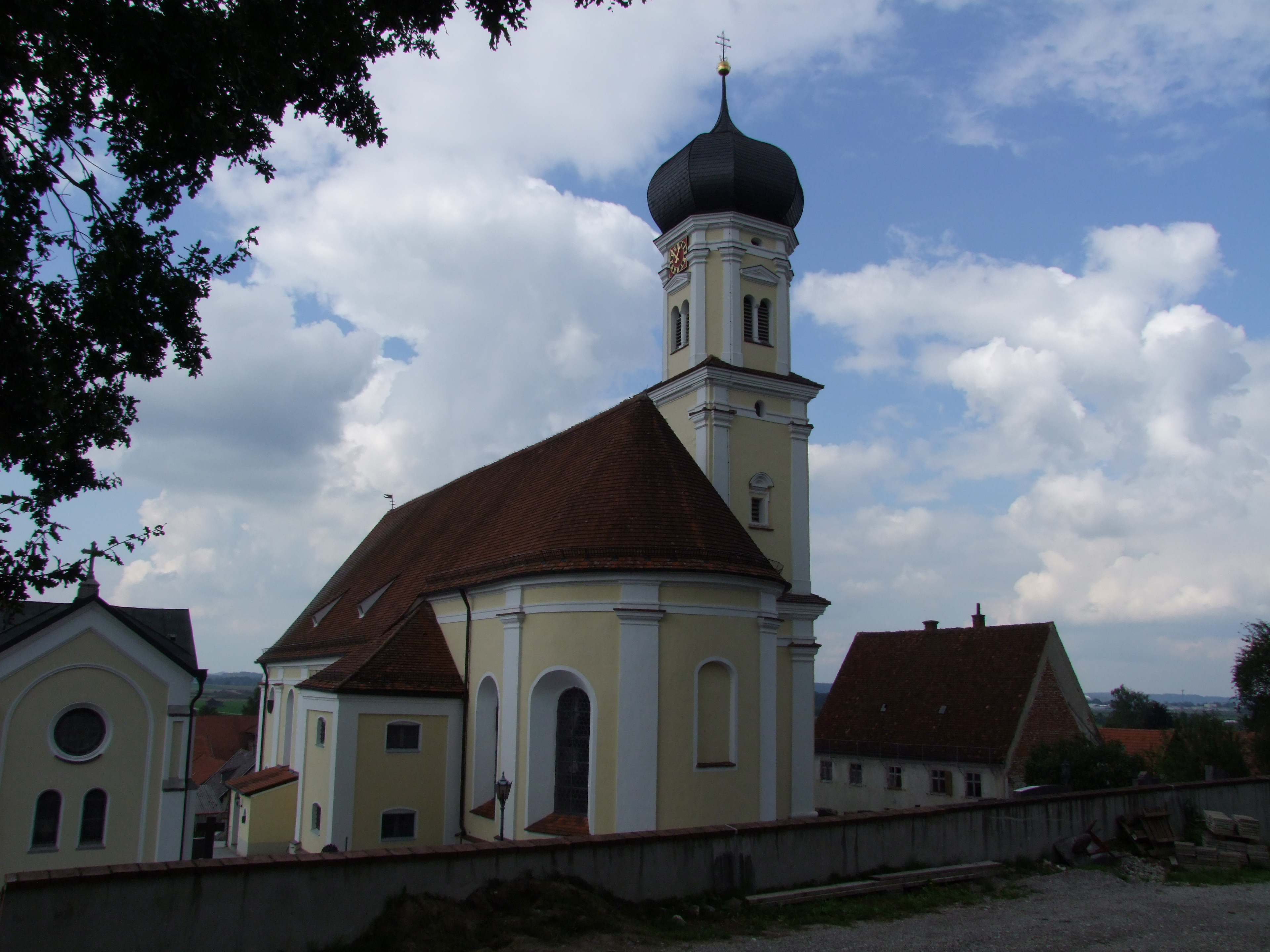
St. Jakobus der Ältere von Osten

St. Jakobus der Ältere ist eine katholische Pfarrkirche im oberschwäbischen Mindelau, einem Ortsteil der Kreisstadt Mindelheim im Landkreis Unterallgäu in Bayern.

## Lage
Die Kirche steht im Osten des Ortes an einem ansteigenden Hang. Sie ist vom Friedhof umgeben. Südlich des Chores steht die Friedhofskapelle.

## Geschichte

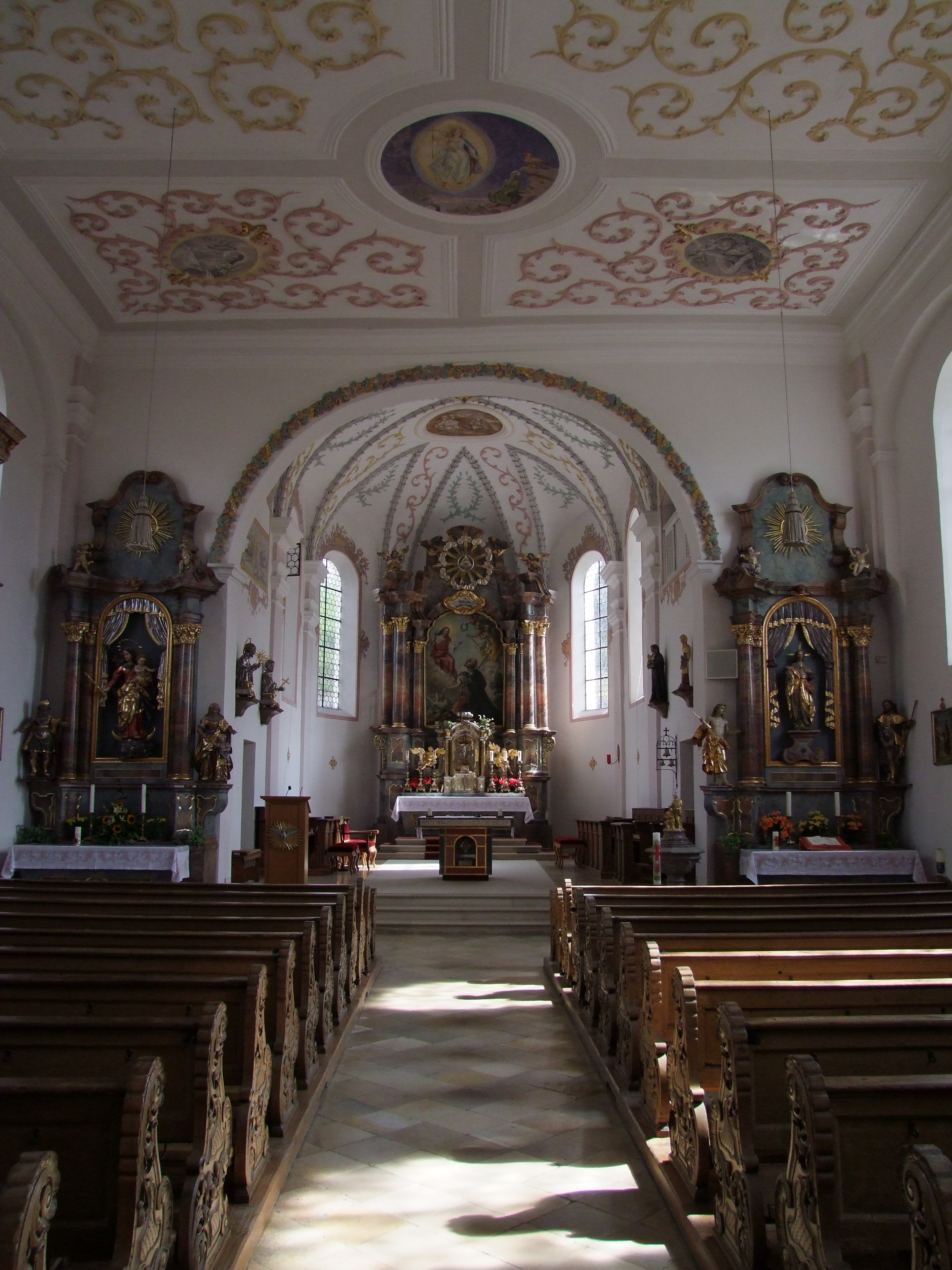
Innenraum in Richtung Chor

Heinrich von Mindelberg übergab am 6. Juli 1288 die Pfarrei dem Augustinerkloster Mindelheim im Tausch gegen Bedernau. Die Augustiner hielten die inkorporierte Pfarrei bis zur Auflösung des Klosters im Jahre 1526. Konrad von Heimenegg verkaufte der Kirche am 14. März 1293 drei Höfe. Nach Auflösung des Augustinerklosters hatten die jeweiligen Herren der Herrschaft Mindelheim die Pfarrei inne. Die Weihe eines Altars durch den Weihbischof Georg Christoph Rösch des Bistums Eichstätt fand am 12. Oktober 1626 statt. Als die Jesuiten nach Mindelheim kamen, übernahmen sie ab 1618 die Pfarrei und inkorporierten diese ihrem Kolleg. Der Maler Jacob Staiger aus Ottobeuren besserte im Jahr 1660 den Liebfrauen- und den Johannesaltar aus. Im Jahre 1682 fanden verschiedene Arbeiten in der Kirche statt. Es wurden zwei neue Fenster eingebaut und ein neuer Nebenaltar, von Schreiner Hans Jakob Geiger gefertigt und von Johann Kaspar Zimmermann gefasst, wurde angeschafft. Für diesen Altar schuf Martin Beichel aus Türkheim zwei große und vier kleine Engel sowie eine Figur von Johannes dem Täufer. Johann Kaspar Zimmermann bemalte sie. Die Jesuiten beschlossen im frühen 18. Jahrhundert einen völligen Neubau der Kirche. Die Herrschaft Mindelheim, damals unter dem Herzog von Marlborough, stimmte den Plänen zu. Für den Neubau wurde die alte Kirche abgebrochen, den Neubau mit dem Turm dürfte der Mindelheimer Baumeister Thomas Natterer ausgeführt haben. Die Weihe fand am 2. Oktober 1713 durch den Augsburger Weihbischof Johann Kasimir Röls statt. In der Mitte des 18. Jahrhunderts wurden neue Altäre angeschafft. Nach Auflösung des Jesuitenordens kam die Pfarrei von 1781 bis 1808 an die Malteser-Komturei in Mindelheim. Nach der Säkularisation wurde die Kirchengemeinde als eigenständige Pfarrei fortgeführt. In der ersten Hälfte des 19. Jahrhunderts malte Alois Riedmiller aus Mindelheim ein neues Hochaltarbild. Eine Restaurierung, bei der auch eine neue Kanzel eingebaut wurde, fand 1860 statt. Ein weiteres Mal wurde die Kirche im Jahre 1952 restauriert.

## Baubeschreibung

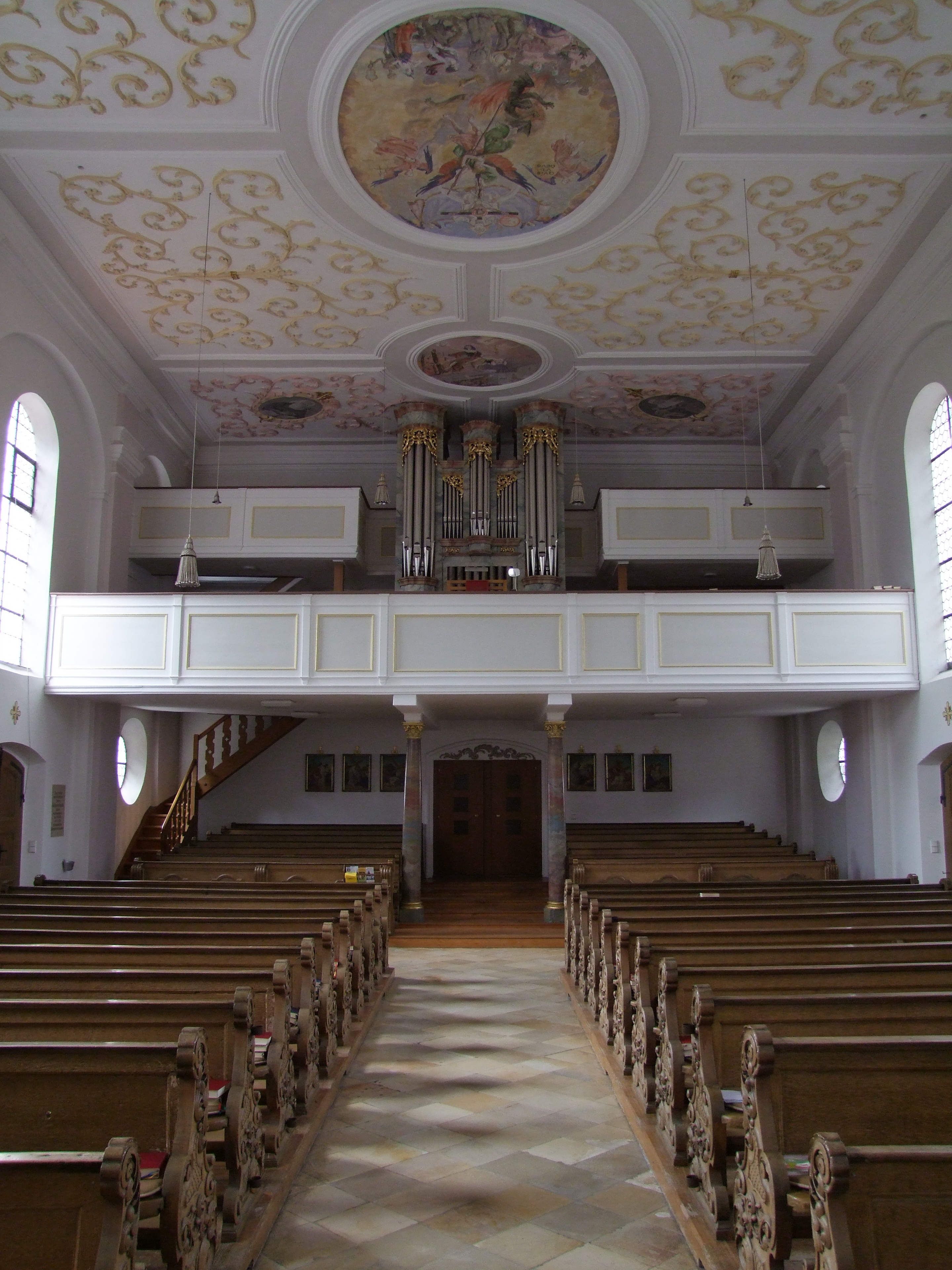
Blick auf die Empore

Der Chor ist eingezogen, er besitzt zwei Joche und ein Kreuzgratgewölbe ohne Gurte, der halbrunde Schluss drei Stichkappen in der Kalotte. Die Wandgliederung bilden toskanische, basislose und rosa marmorierte Pilaster mit dreiteiligen Gebälkstücken. Die Apsis ist durch Pilaster in drei Achsen geteilt. Die Fenster sind rundbogig geschlossen, der Chorscheitel und die Westachse haben keine Fenster. Rechtecktüren in der Westachse führen im Norden zum Turm und im Süden in die Sakristei. Über der Sakristeitür befindet sich in Gebälkhöhe eine stichbogige Oratoriumsöffnung. Der Chorbogen springt leicht ein, ist mit einem Kämpfergesims geschmückt und hat einen halbrunden Schluss.
Das Langhaus ist ein Saal zu vier Achsen mit Rundbogenfenstern und einer Flachdecke. Die Wandgliederung bilden Pilaster mit Gebälkstücken wie im Chor, jedoch mit einem umlaufenden Gesims. Zwischen den Pilastern befinden sich große, korbbogige Blendarkaden mit profilierten Kämpfern. An der schmalen Westachse mit einer Blendarkade sind runde Fenster unter der unteren und im Süden auch über der oberen Arkade eingelassen. Die untere Empore wird von korinthischen, rot marmorierten Holzsäulen getragen. Sie springt mit einer gefelderten Brüstung bis an den Westrand der Fenster in der zweiten Achse von Westen her vor. In derselben Achse des Langhauses befindet sich zu beiden Seiten je eine Stichbogentüre. Die obere Empore ist in die Westachse zurückgesetzt. In der Mitte ist der konvexe Orgelprospekt eingefügt. Die Empore wird durch neubarocke, marmorierte Pfeiler begrenzt.
Außen hat die Kirche eine achsenweise Gliederung durch breite, basislose toskanische Pilaster, über denen Architrav und Fries des umlaufenden Gebälkes verkröpft sind. Das Gebälk ist an der Sohle des Westgiebels fortgeführt, in der Mitte ist es mit Ausnahme des Architravs von einer stichbogigen Speicheröffnung unterbrochen. Die Giebelschrägen sind profiliert. Vor dem Südeingang befindet sich ein kreuzgratgewölbtes Vorzeichen mit einem asymmetrischen Satteldach und einer Korbbogentür im Süden. Es schleppt sich im Osten über der anschließenden Kerkernische tief herab. Im Vorzeichen öffnet sich die korbbogige Kerkernische. Ihr gegenüber  befindet sich eine Ölbergnische. Im Norden steht ein neueres Vorzeichen mit einer Lourdesgrotte und einem Walmdach.
Der Turm steht im nördlichen Winkel von Chor und Langhaus. Das quadratische Unterteil besteht aus zwei sehr hohen Stockwerken, die mit toskanischen Pilastern neben den Ecken und einem hohen, dreiteiligen Gebälk geschmückt sind. In Rundbogenblenden an jeder Seite beider Geschosse sind kleine Rechtecköffnungen in einer geohrten Rahmung mit einem Dreiecksgiebel im Untergeschoss und einem Segmentgiebel im Obergeschoss eingefügt. Das Oberteil des Turmes ist oktogonal mit schmäleren Diagonalseiten gestaltet. Es enthält geknickte toskanische Eckpilaster, ein dreiteiliges Gebälk mit einem verköpften Architrav und ein Fries.  Über gekuppelten Rundbogenarkaden mit Mittelsäulen befinden sich Dreiecksgiebel. Das Gebälkfries hat Querovalöffnungen. Bekrönt wird der Turm von einer achtseitigen, schindelgedeckten Zwiebelkuppel.
Die Sakristei im südlichen Winkel von Chor und Langhaus stammt aus dem Anfang des 18. Jahrhunderts. Sie ist zweigeschossig und besitzt unter der Traufe ein Bandgesims mit verbundenen Ecklisenen. Das Traufgesims ist profiliert. Gedeckt ist es mit einem Viertelwalmdach. Die Fenster sind klein und querrechteckig mit einem stichbogigen Sturz. Im Erdgeschoss befindet sich ein Kreuzgratgewölbe.

## Ausstattung

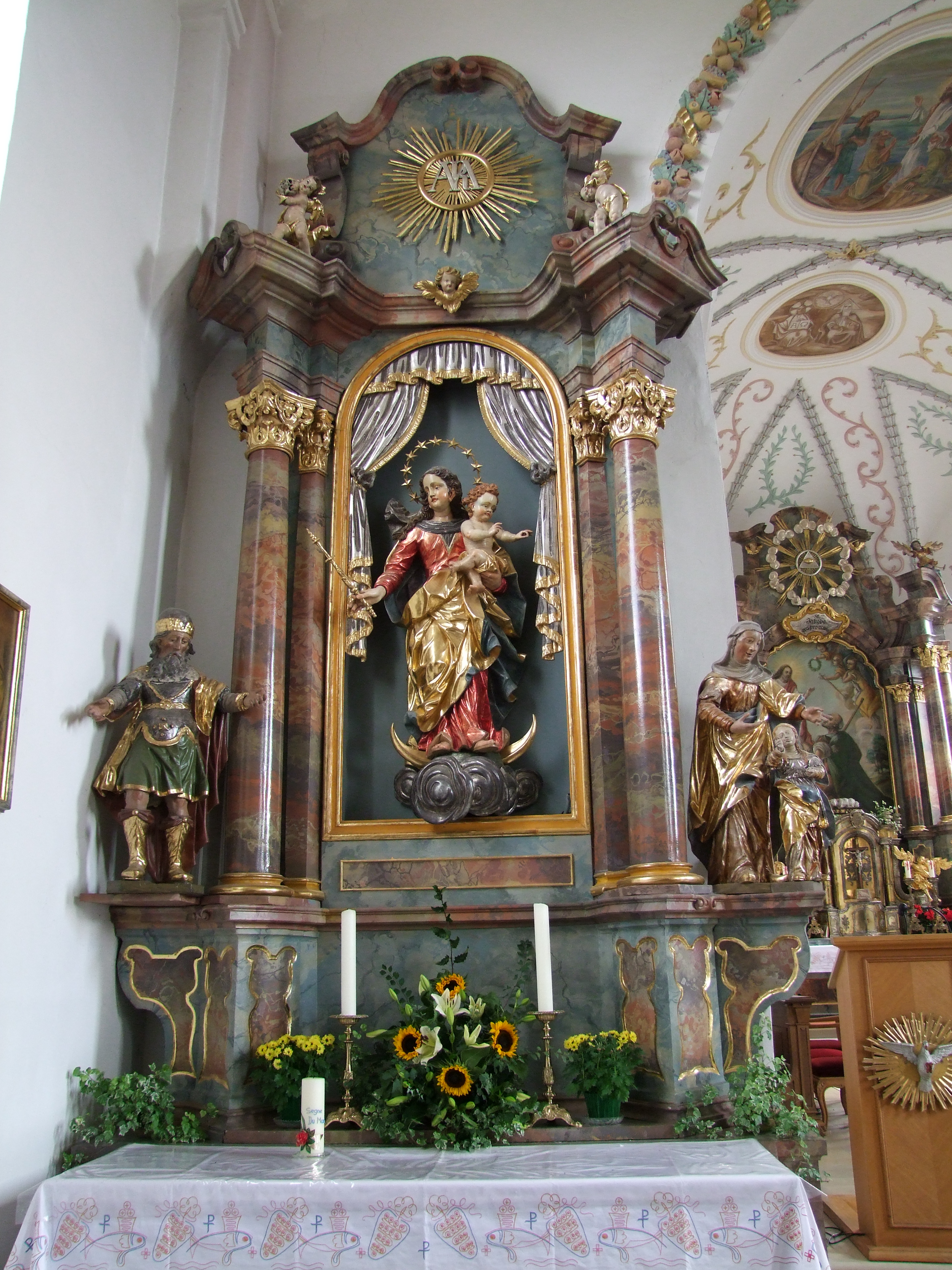
Nördlicher Seitenaltar

In der Kirche befindet sich eine reiche Ausstattung, die von der Spätgotik bis zur Moderne reicht. Der Taufstein stammt aus der Neurenaissance und besteht aus Stein. Eine Gedenktafel erinnert an die Gefallenen des Krieges von 1805 bis 1815 und besteht aus einer Solnhofer Platte. Sie wurde 1833 errichtet. Außen befindet sich an der Nordseite eine Grabplatte für Pfarrer Mang Anton Bick, der 1833 verstarb. Sie besteht aus einer Solnhofer Platte mit klassizistischem, gravierten Rahmen. Im oberen Bereich ist ein Kelchrelief eingelassen.

### Stuck
Der Stuck der Kirche stammt aus dem Anfang des 18. Jahrhunderts. Im Chor befinden sich an der Wölbung Lorbeerstäbe an den Graten, in den Kappen je zwei gekreuzte Zweige. In den Zwickeln des Chors sind locker verteilte, dünne, spiralige Akanthusranken. Um die beiden Deckenbilder sind kreisrunde Profilrahmen angebracht. Den Chorbogenschluss säumt an der Westseite eine Fruchtgirlande. Die Langhausdecke schmückt Felderstuck. In der mittleren Längsachse befinden sich drei Gemäldefelder. Das mittlere davon ist längsoval, die beiden anderen sind kreisrund. Die restliche Fläche ist orthogonal in Felder geteilt, diese sind mit spiraligem Akanthus locker ausgefüllt. In den vier Eckfeldern gruppieren sich die Ranken um diagonalgestellte ovale Bildmedaillons.

### Fresken
Die Fresken der Kirche sind modernen Ursprungs. Die Chorfresken stammen aus dem Jahr 1947 und wurden von Florian Bosch gemalt. Das östliche zeigt in einer Grisaillemalerei die Dreifaltigkeit, das westliche zeigt Jesus beruft die Apostel zu Menschenfischern. Dieses ist mit Florian Bosch 47 bezeichnet. Die Fresken des Langhauses wurden 1958 von Lothar Schwink gemalt. Das östliche zeigt eine Darstellung der Muttergottes, in dem mittleren Fresko ist der heilige Michael dargestellt. Das westliche Fresko zeigt die Darstellung der babylonischen Hure und ist eine Allegorie auf die Versuchung durch die weltlichen Dinge. Es ist mit Schwink 1958 bezeichnet. in den Eckmedaillons sind in Grisaillemalerei Heilige dargestellt. Das nordöstliche zeigt die heilige Agnes, das südöstliche den heiligen Christophorus. Im nordwestlichen ist die Darstellung der heiligen Anna Selbdritt, im südwestlichen der heilige Konrad von Parzham zu sehen.

### Altäre
Die Altäre der Kirche stammen aus der Mitte des 18. Jahrhunderts. Die hölzernen, in rot/violetten und graubraunen Tönen marmorierten Altäre besitzen vergoldete Details, diese vor allem an den Kapitellen und Säulenbasen. Der frühere anzunehmende Rocailledekor dürfte im 19. Jahrhundert beseitigt worden sein.

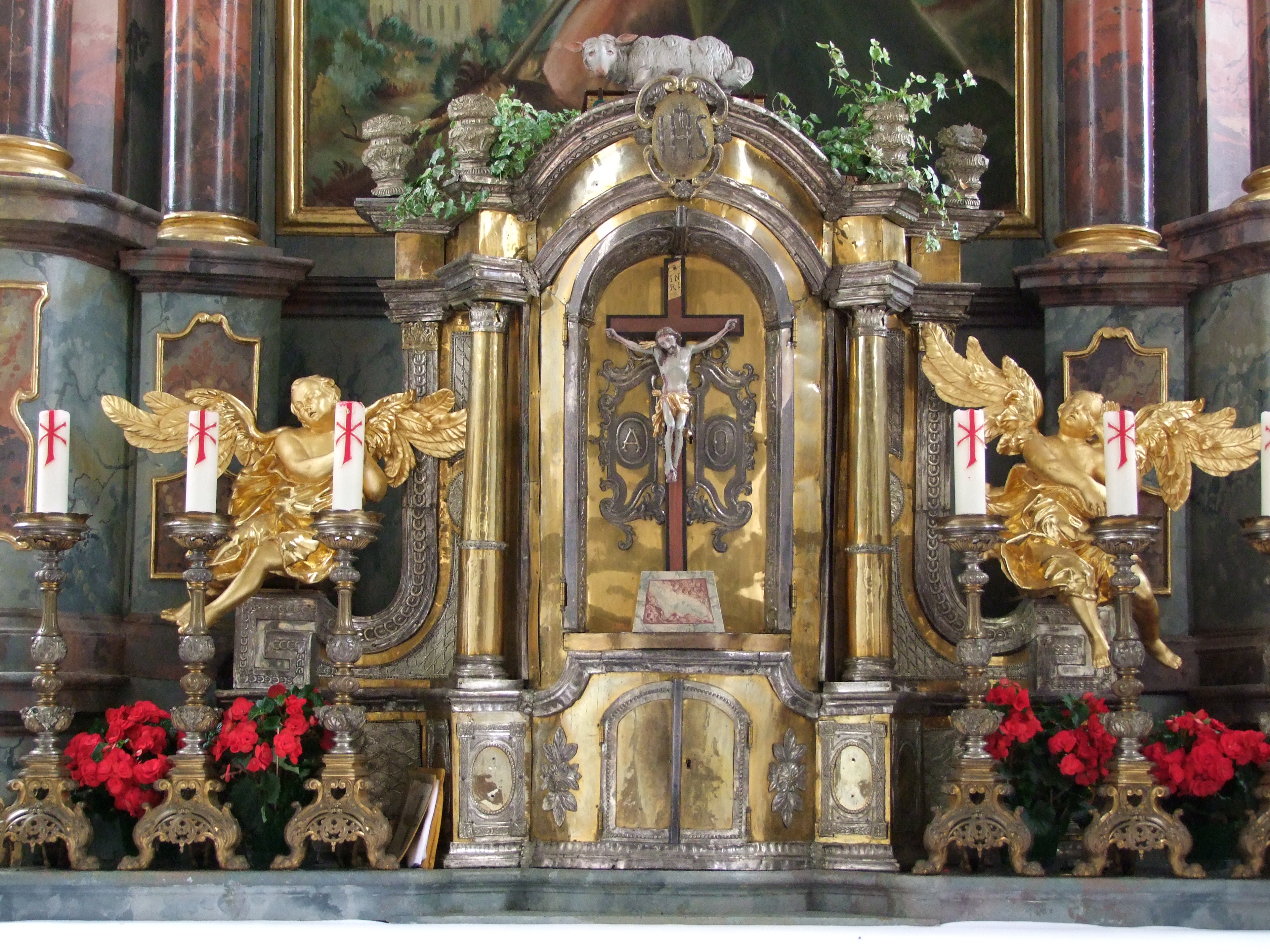
Der Tabernakel des Hochaltars

Der Hochaltar besitzt einen sarkophagförmigen Stipes. Der prächtige Louis-XVI-Tabernakel ist aus Messing und Silber gestaltet und dürfte vermutlich von dem Mindelheimer Gürtler Plazidus Sauter geschaffen worden sein. Er ist zylindrisch mit einem Schweifgebälk und wird von Säulen und Voluten flankiert. Auf deren eckigen unteren Ansätzen befinden sich vergoldete, hölzerne Engel aus der Mitte des 18. Jahrhunderts. In der Tabernakelnische befindet sich ein kleines Holzkruzifix des mittleren 18. Jahrhunderts. Über dem Tabernakel ist ein hölzernes Lamm Gottes auf einem Buch zu sehen. Das Altarbild schließt geschweift ab und ist modern. Es zeigt den heiligen Jakobus den Älteren als Fürbitter vor Jesus und ist mit (Paul) Brachetti bezeichnet. Es flankieren sich reich gestaffelte, korinthische Säulengruppen um das Bild. Innen befindet sich je eine leicht schrägeinwärtsgestellte Säule, in der Mitte, vor einem schrägauswärtsgedrehten, mit Pilastern besetzen Pfeiler ist eine vortretende, höhere, übereckgestellte Säule zu sehen. Außen befindet sich zurückgesetzt eine mit der Mittelsäule gleich hohe Säule. Die Gebälkzone ist entsprechend reich verkröpft, geschweift und übereinandergestaffelt mit engelbesetzten Segmentgiebelstücken. Über dem Altarbild befindet sich als Basis des Auszuges ein Segmentgesims mit neubarocker Inschriftkartusche. Im geschweiften Auszug ist ein Auge Gottes in einem Wolkenring und einer Strahlenglorie angebracht.
Die Seitenaltäre besitzen einen kastenförmigen Stipes. Im Aufbau begrenzen schräggestellte Säulen vor rudimentären Pfeilern eine schmale Rundbogenblende. Darin befinden sich Holzfiguren. Die nördliche zeigte eine Muttergottes, die eine Kopie der Figur von Lorenz Luidl aus Schwabmünchen darstellt. Im südlichen Altar befindet sich eine neubarocke Figur des Herz-Jesu. Um die Figuren ist eine neubarocke, versilberte Vorhangdraperie angebracht. Außen befinden sich auf Konsolen Figuren. Am nördlichen Altar ist links die heilige Clara aus dem Anfang des 18. Jahrhunderts und rechts eine neubarocke Josefsstatue zu sehen. Am südlichen Altar befinden sich die beiden Pestheiligen Sebastian und Rochus. Sie stammen beide aus der Mitte des 18. Jahrhunderts. Im geschweiften Auszug befindet sich im nördlichen Altar ein Marienmonogramm, im südlichen ein Jesusmonogramm in einem Strahlenkranz. Auf der Mensa befindet sich jeweils eine gefasste Figur. Die auf dem nördlichen Altar zeigt den heiligen Antonius. Diese Statue ist neubarock. Auf dem südlichen Altar befindet sich eine aus der Mitte des 18. Jahrhunderts stammende heilige Veronika mit dem Schweißtuch. Auf den Altären stehen je zwei versilberte und vergoldete Holzleuchter aus der Zeit um 1780.

### Kanzel

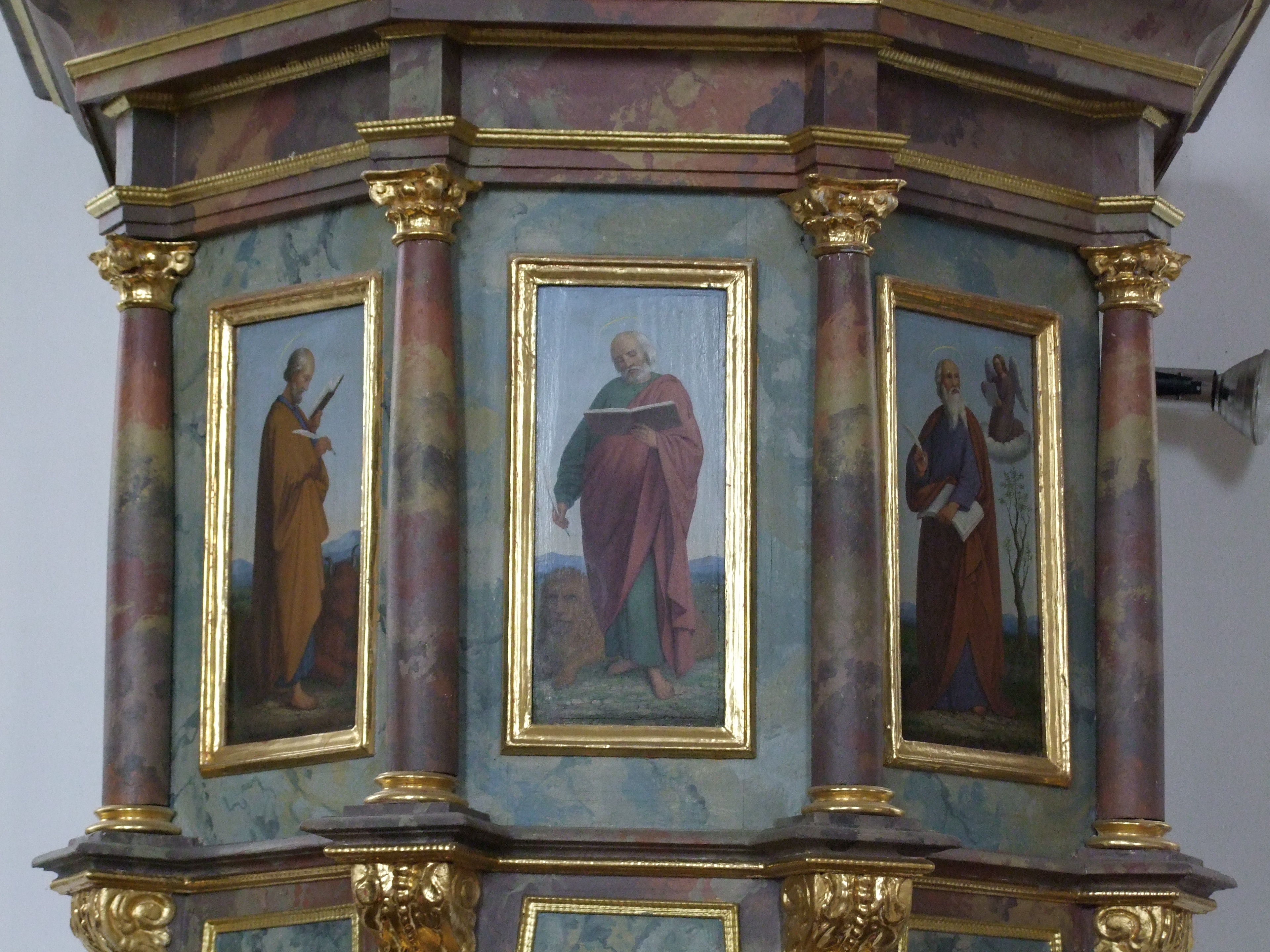
Die Felderung des Kanzelkorbes

Die Kanzel stammt aus der Zeit um 1860. Sie ist in barockisierenden Formen gehalten. Das Holz ist marmoriert und mit vergoldetem Dekor besetzt. Der Korpus ist polygonal, an den Ecken befinden sich Säulen auf Konsolen. In den Feldern befinden sich in nazarenischer Art auf Holz gemalte Bildnisse der vier Evangelisten. Das Gebälk ist verkröpft. Unter dem Korpus ist eine rückwärts eingerollte Schweifspitze. Die Kanzel wird von einer rechts von ihr befindlichen Treppe erschlossen. Diese besitzt eine geschossene, gefelderte Brüstung. Der Schalldeckel ist in Gebälkform gehalten. Auf diesem sitzen vier Putten aus dem 18. Jahrhundert und eine Schweifspitze mit einer gefassten Figur des heiligen Michael mit dem Flammenschwert und einer Waage.

### Figuren

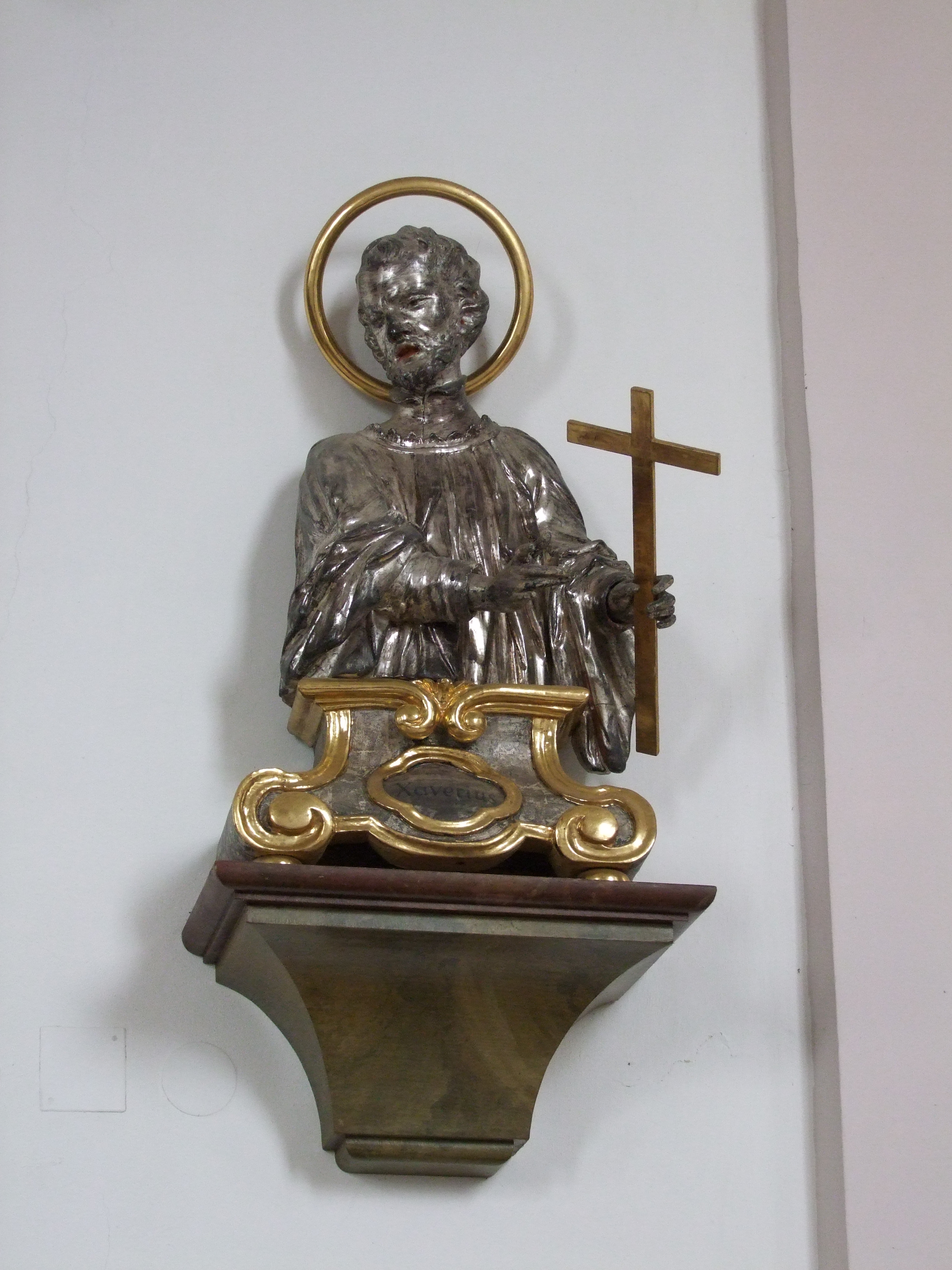
Einer der beiden Jesuitenheiligen im Chor

In der Kirche befinden sich mehrere hölzerne Figuren, die allesamt gefasst sind. Im Chor sind eine heilige Anna mit Marienkind und ein heiliger Joachim zu sehen. Sie stammen beide aus der Zeit um 1700. Versilberte Halbfiguren aus der Mitte des 18. Jahrhunderts im Chor zeigen die Jesuitenheiligen Ignatius und Franz Xaver. Im Langhaus ist ein Kruzifix aus der Zeit um 1520 bis 1530 an der Südwand aufgehängt. Es wurde 1660 von Georg Schenck aus Mindelheim ausgebessert. Den Titel malte Jakob Staiger aus Ottobeuren. Darunter ist eine schmerzhafte Muttergottes von 1963 angebracht. Sie stellte eine Nachbildung der Figur in Dorschhausen dar.
In der Kerkernische beim Vorzeichen befindet sich ein lebensgroßer Kerkerheiland aus der Mitte des 18. Jahrhunderts. In der gegenüberliegenden Ölbergnische sind neugotische Figuren von Jesus und einem Engel.

### Gestühl
Das Laiengestühl ist neurokoko und mit Rocailleschnitzerei an den Schweifwangen versehen. Das Gestühl unter der Empore, das auf Holzstufen flach ansteigt, stammt aus dem mittleren 18. Jahrhundert. Es besitzt an den Schweifwangen einen Rocaillerand und geschuppte Mittelflächen. An den Vorderbrüstungen sind Volutenvorlagen und geschweifte, erhabene Füllungen angebracht. Die Chorstühle und die Kommunionbank sind neubarock und ungefasst.

### Orgel

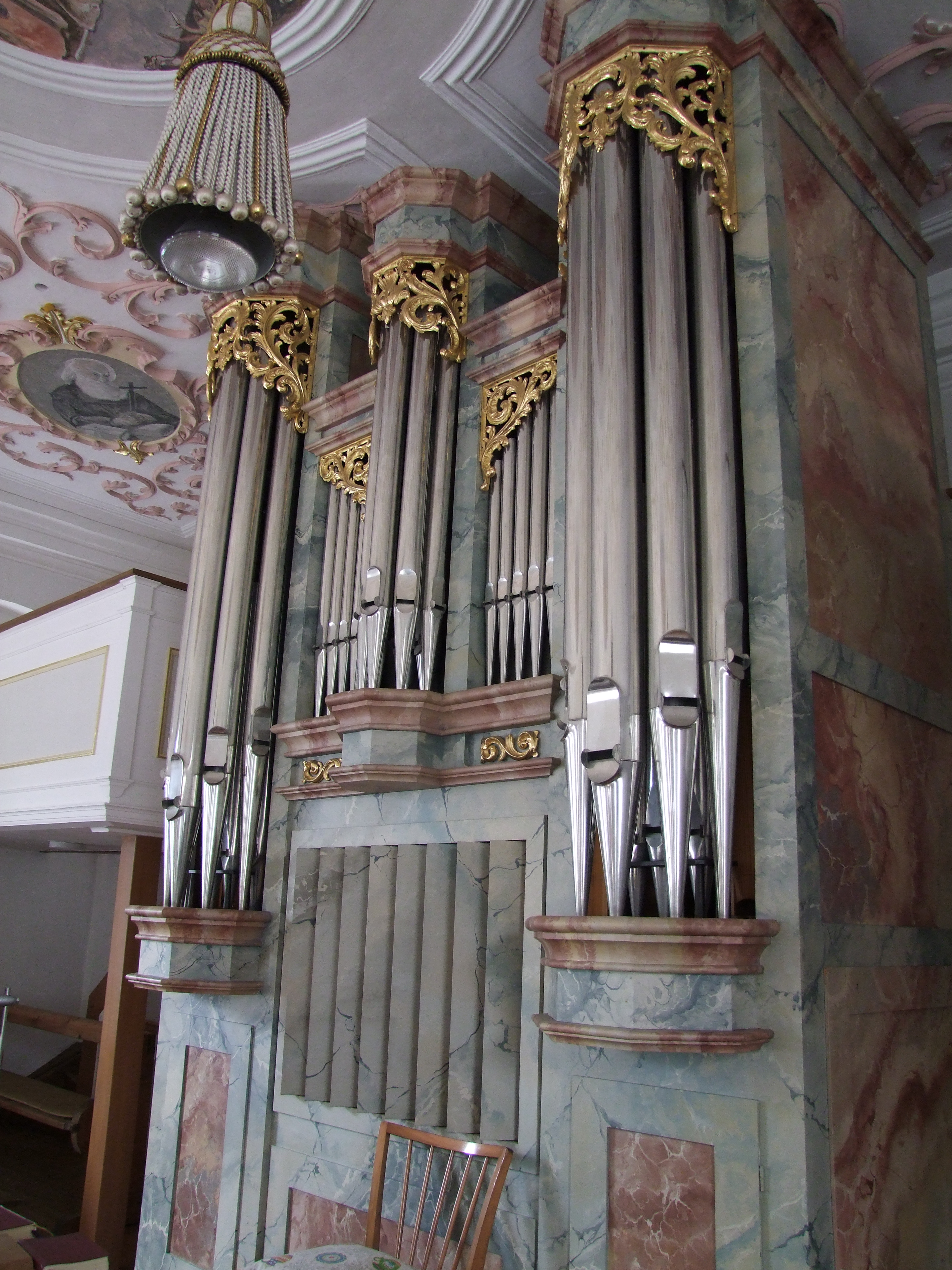
Orgelprospekt

Die aktuelle Orgel wurde 1987 von Orgelbauer Maximilian Heinrich Offner aus Kissing errichtet und von seinem Sohn und Nachfolger Andreas Offner 2013 renoviert. Sie verfügt über 17 Register, verteilt auf 2 Manuale und Pedal. Den modernen Prospekt umrahmen marmorierte Holzteile eines Gehäuses aus der Zeit von etwa 1780. Der Prospekt besitzt ein konvexes Sockelgesims sowie seitliche, konkave Pfeiler mit hochgeschweiften Triglyphengebälkstücken.

## Friedhof

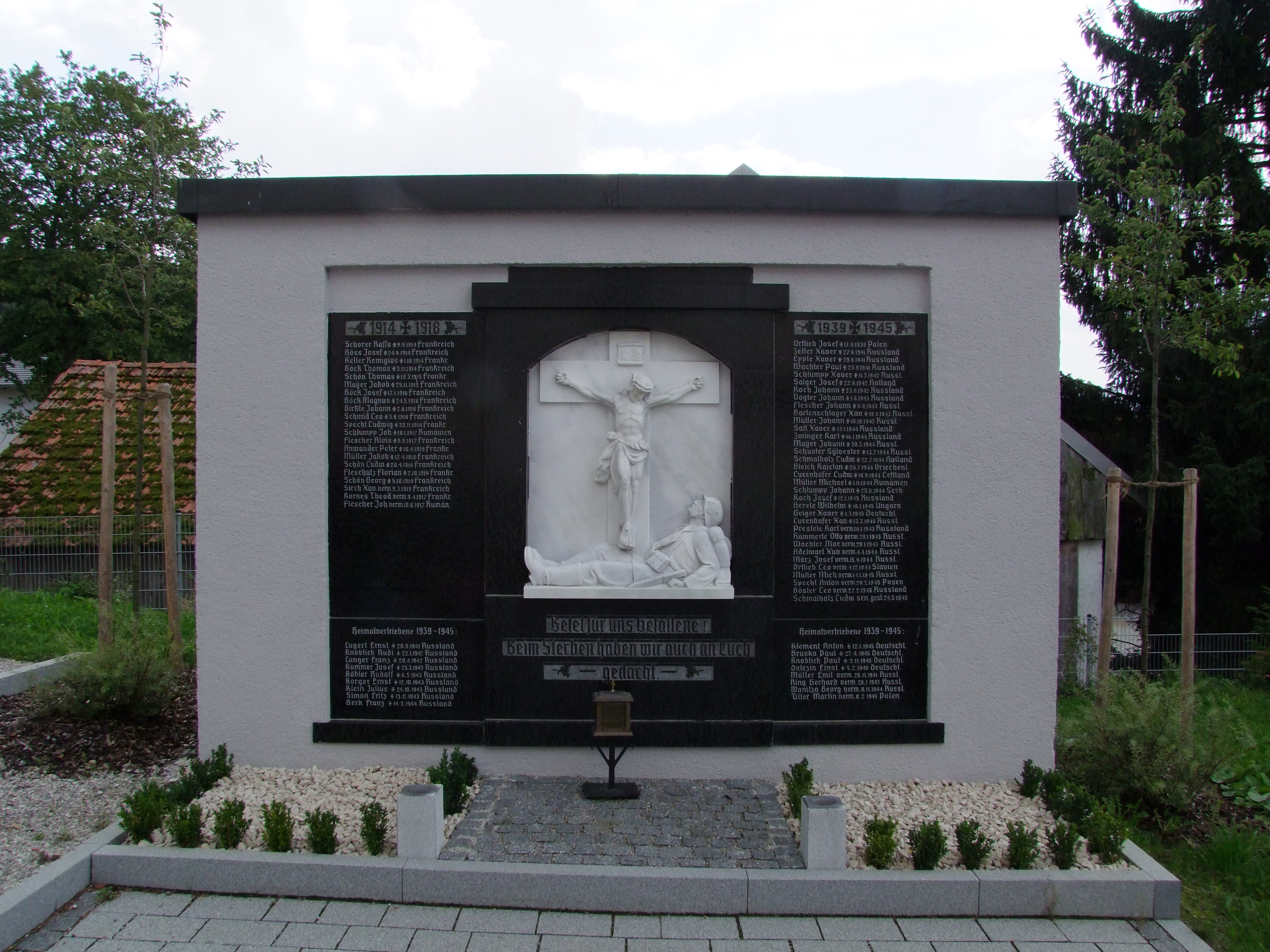
Kriegerdenkmal auf dem Friedhof

Auf dem Friedhof stehen mehrere Grabdenkmäler aus dem 19. Jahrhundert. Südlich des Langhauses befindet sich ein Kriegerdenkmal für die Gefallenen des Ersten und Zweiten Weltkrieges. Es besteht aus einer großen, rechteckigen und gemauerten Wand. In diese Wand ist eine aus schwarzem Granit bestehende Gedenktafel eingelassen. Die Gedenktafel besteht aus vier Teilen. Oben links sind die Gefallenen des Ersten Weltkrieges verzeichnet, oben rechts die Gefallenen des Zweiten Weltkrieges. Zwischen diesen ist eine aus weißem Marmor bestehende  Darstellung eingelassen. Diese zeigt ein Kruzifix, unter welchem ein gefallener Soldat liegt. Darunter ist in den Granit die Inschrift zu lesen: Betet für uns Gefallene! Beim Sterben haben wir auch an Euch gedacht. Daneben befinden sich rechts und links die Namen der Heimatvertriebenen des Zweiten Weltkrieges.
Etwas oberhalb des Kriegerdenkmals steht die Friedhofskapelle, eine ehemalige Grabkapelle.